# Tomterockers
Tomterockers är en svensk rockgrupp som bildades på fritidsgården Ringen i Sollentuna 1981. Gruppen spelar covers på kända rocklåtar med bl.a. Sha-Boom, Van Halen, Mikael Rickfors, ZZ Top, Joan Jett m.fl. men med texter om julen.

## Medlemmar
- Patrick Wallin – sång
- Krister Andersson – trummor
- John Jacobsson – elbas
- Raymond Liljegren – gitarr
- Mats Ygfors – synthesizer

## Tidigare medlemmar
- Magnus Ählström – gitarr
- Anders Romppanen – gitarr
- Thomas Wunger – synthesizer

## Diskografi
Album:
- 1990 – "Tomterockers"

Singlar:
- 1983 – "God Jul och Gott Nytt År"
- 1989 – "G.R.Ö.T"
- 1991 – "Renar"